# Francesc (satèl·lit)
Francesc, també conegut com a Urà XXII (designació provisional S/2001 U 3), és el satèl·lit irregular més interior d'Urà. Va ser descobert per Matthew J. Holman, et al. i Brett J. Gladman, et al. el 2003 a partir d'imatges preses el 2001. Va ser anomenat en honor del senyor de l'obra de teatre La tempesta de William Shakespeare.